# Campeonato Juvenil de Costa Rica por CONAFA 1979
El Campeonato de Fútbol de Cuarta División por CONAFA 1979, fue la edición número 56 de (Cuarta División Aficionada) en disputarse. Respaldada por la FEDEFUTBOL. 
Este campeonato en principio constó de 16 equipos debidamente clasificados en fase final en el Comité de Competición del Fútbol Aficionado por (CONAFA). En abril de ese año 79, COFA renuncia a la Federación de Fútbol de Costa Rica y forma su propia Liga en 1980.

## Clubes de Cuarta División clasificados y Auspiciados por CONAFA
| Grupo A | Grupo A                 |
| ------- | ----------------------- |
| 1       | A.D. Juan Gobán         |
| 2       | Club Deportivo Saprissa |
| 3       | A.D. Juventud Espartana |
| 4       | A.D. Nandayure          |
| 5       | A.D. Parriteña          |

| Grupo B | Grupo B                          |
| ------- | -------------------------------- |
| 1       | Ortho F.C                        |
| 2       | Asoc. Liga Deportiva Alajuelense |
| 3       | A.D. Municipal Pérez Zeledón     |
| 4       | A.D. El Carmen de Cartago        |
| 5       | A.D. Yuba Paniagua               |

## Formato del Torneo
Los dos equipos clasificados en cada grupo jugarán una cuadrangular a dos vueltas, de los que se clasificaran dos equipos. Para disputar un torneo final y decidir el campeón juvenil de CONAFA.

## Campeón Monarca de Cuarta División por CONAFA 1979
| Campeonato Juvenil por CONAFA 1979                                     | Campeonato Juvenil por CONAFA 1979 |
| ---------------------------------------------------------------------- | ---------------------------------- |
| Campeón Nacional de Cuarta División de CONAFA 1979. Deportivo Saprissa |                                    |
| Subcampeón Nacional de Cuarta División de CONAFA 1979. No registrado   |                                    |

## Ligas Superiores
- Campeonato de Segunda División de Costa Rica 1979

- Campeonato de Tercera División de Costa Rica 1979

## Liga Inferior
Terceras Independientes y de Canchas Abiertas

## Torneos
| Predecesor: Campeonato 1978 | 'Campeonato de Cuarta División por CONAFA 1979' Campeonato 1979 | Sucesor: Campeonato 1980 |